# Hranice (Karlovy Vary)
Hranice (in tedesco Rossbach) è una città della Repubblica Ceca facente parte del distretto di Cheb, nella regione di Karlovy Vary.